# Bracharthron
Bracharthron là một chi bướm đêm thuộc họ Erebidae.